# مرض ميليدا
مرض ميليدا، المسمى أيضًا مرض ملجيت وتقرن الجلد الراحي الأخمصي وتحول سيمينز، (يعرف أيضًا باسم «تقرن الجلد الطرفي» و«تقرن الجلد الراحي الأخمصي المشوه من نوع غامبورغ-نيلسن» و«خلل التنسج الأديمي الظاهر الراحي الأخمصي من النوع الثامن» و«تقرن الجلد الراحي الأخمصي من نوع نوربوتين»، هو اضطراب جلدي خلقي صبغي جسدي متنح نادر للغاية تنمو فيه بقع جلدية سميكة وجافة على باطن اليدين والقدمين، وهي حالة تعرف باسم فرط التقرن الراحي الأخمصي. مرض ميليدا هو حالة مرضية جلدية يمكن كشفها عادة بعد وقت قصير من الولادة. هي حالة وراثية ولكنها نادرة جدًا. عادة ما تكون اليدان والقدمان أول ما تظهر عليه علامات المرض ولكن يمكن أن ينتشر المرض إلى أجزاء أخرى من الجسم. تشمل علامات المرض سماكة في الجلد على اليدين وباطن القدمين، والتي يمكن أن تتحول إلى اللون الأحمر. لا يوجد حاليًا علاج والتدابير محدودة، ولكن بالإمكان استخدام الأسيتريتين في الحالات الشديدة.

## العلامات والأعراض
توجد على جلد راحتي اليدين وباطن القدمين بقع جافة وسميكة تتقدم ببطء. قد يبدو الجلد المصاب أحمر اللون ثم يصبح سميكًا ومتقشرًا بشكل غير طبيعي. تتضح إصابة الطفل عادة بعد الولادة إذ تبدو اليدان والقدمان وكأنها تتوسف ويمكن أن تكون حمراء اللون. 
لا يوجد تباين كبير في هذا المرض باستثناء درجة اللون الأحمر التي يظهر بها الجلد ومقدار الجلد الذي ستزداد سماكته. يمكن أن تبدأ إصابة الجلد على اليدين والقدمين ويبدو المريض كأنه يرتدي قفازات أو جوارب، وذلك لأن المنطقة المصابة على اليدين والقدمين تصل إلى المعصمين والكاحلين على الترتيب.
يمكن أن تشمل الأعراض الأخرى التعرق المفرط بسبب الجلد السميك الذي يؤثر على الغدد العرقية في الجلد؛ يمكن أن يسبب هذا التعرق المفرط رائحة كريهة. يمكن أن تزداد شدة الأعراض مع تقدم الشخص في السن.

### العلامات
- جفاف الجلد على اليدين والقدمين
- التوسف
- بقع سميكة من الجلد
- تغير لون الجلد (جلد أحمر)

## السبب
مرض ميليدا مرض جلدي نادر وموروث. ينجم المرض عن وراثة من النمط الصبغي الجسدي المتنحي. كي تحصل الإصابة ويظهر المرض يجب أن يكون كلا الوالدين حاملين للأليل المتحور ويمرراه إلى أطفالهما. يمكن أن يسبب التوالد الداخلي ضمن العائلات ظهور الإصابة بمرض ميليدا بكثافة. وقد يرتبط مرض ميليدا بأمراض جلدية أخرى مثل تغير لون الجلد وسمك الجلد والتوسف.

## الفيزيولوجيا المرضية
مرض ميليدا هو مرض وراثي ولكن احتمال الإصابة به ليس عاليًا نظرًا لكونه مرضًا نادرًا. ولأن المرض صبغي جسدي متنح، يجب أن يحمل المصاب نسختين من الجين الحاوي على الطفرة حتى تظهر على الشخص علامات وأعراض المرض. حتى يصاب المرء بالمرض، يجب أن يحمل كلا الوالدين حاملين للجين المصاب ويمرراه إلى طفلهما. حتى لو لم يصب المرء بالمرض، من الممكن أن يكون حاملًا متغاير الزيجوت وقادرًا على نقل المرض إلى أطفاله؛ احتمال إصابة الطفل في حال كان كلا الوالدين حاملين للمرض 25%.

### الوراثة
مرض ميليدا أكثر شيوعًا في جزيرة ملجيت الدلماسية (أو ميليدا)، ويُعتقد أن السبب «تأثير المؤسس». ينتج المرض عن وراثة صبغية جسدية متنحية. قد يكون سببه طفرة في جين SLURP1 الموجود على الصبغي 8. يصنع جين SLURP1 بروتينًا يسمى SLURP-1 ويوجد هذا البروتين في خلايا الجلد. يساعد هذا البروتين على تنظيم موت الخلايا ويتواسط الالتهاب، وبذلك يساعد في الحفاظ على استتباب الخلايا. 